# Bolbaffer bremeri
Bolbaffer bremeri är en skalbaggsart som beskrevs av Nikolajev 1982. Bolbaffer bremeri ingår i släktet Bolbaffer och familjen Bolboceratidae. Inga underarter finns listade.